# Premio Iseo
Il premio Iseo fu un concorso di pittura indetto a Iseo nell'estate del 1947. Ebbe vita per una sola edizione, salva una sua riproposizione nel 1970.

## Contesto culturale
Il premio Iseo si colloca all'inizio di quella che è stata definita la «stagione dei premi», durata fino alla fine degli anni cinquanta: numerose manifestazioni artistiche nacquero infatti in quegli anni in svariate città di Italia, con finalità che andavano dal rilancio del mercato dell'arte dopo la guerra alla promozione culturale e anche turistica delle località in cui i premi si tenevano.
Sul piano pittorico, il premio Iseo non fu toccato da quella polemica fra realismo e astrattismo, e fra tradizionalisti ed esponenti del «Fronte Nuovo», che caratterizzò il panorama artistico italiano a partire dalle Biennali veneziane del 1948 e del 1950. Si collocò piuttosto nel clima di quella contrapposizione, meno netta e polemica, a livello generazionale, che vedeva da un lato la generazione cosiddetta del «carrachirico», dall'altra quelle più giovani: contrapposizione risalente forse fino ai tempi del Premio Bergamo (1939-1942), ma palesatasi solo nell'immediato dopoguerra.
Il premio nacque come mezzo di rilancio turistico della località lacustre e fu il primo episodio del diffondersi di analoghe iniziative in territorio bresciano: il premio Brescia (tenuto nel 1952 e nel 1953), il premio Orzinuovi (1954, 1956, 1957, 1958) e il premio Montichiari (nato nel 1960 e chiuso nel 1979, dall'edizione del 1962 ribattezzato premio "Giovanni Treccani degli Alfieri").

## Il premio
L'unica edizione del premio ebbe luogo nell'estate del 1947. La giuria era composta da alcune importanti personalità della pittura milanese: il presidente Ugo Bernasconi era affiancato da Aldo Carpi, Raffaele De Grada senior, Achille Funi ed Enzo Morelli. Si trattava di pittori anagraficamente non giovani, e di conseguenza già sufficientemente affermati, ma non strettamente legati alla pittura più tradizionale e al novecentismo più severo, oltre che non compromessi con il regime da poco destituito, cosa che li rendeva particolarmente idonei a dialogare con i pittori della nuova generazione e con le loro proposte figurative. Nel complesso il premio fu comunque orientato a una valorizzazione dei lavori in linea con la pittura figurativa, mentre non trovarono spazio tendenze espressioniste o legate al «Fronte Nuovo».
Ai pittori partecipanti si affiancarono fuori concorso nomi illustri: oltre allo stesso De Grada, Piero Marussig, Felice Casorati, Arturo Tosi, Francesco De Rocchi, Francesco Menzio, Giorgio Oprandi e Fiorenzo Tomea.
Il primo premio, del valore di 100.000 lire, venne assegnato ad Alberto Vitali (con l'opera Uliveto a Predore). Secondo classificato fu Enrico Paulucci (Il lago di Iseo), mentre il terzo premio andò a Carlo Martini (Sopra Carzano). Premi minori furono assegnati a Dino Lanaro, Silvio Consadori, Matteo Pedrali, Raffaello Locatelli, Ennio Maffioletti, Mario Cornali, Paolo Signoroni, Augusto Ghelfi, Rina Soldo ed Enzo Pastorio. Le opere di Paulucci e Martini, rispettivamente secondo e terzo classificato, sono entrate nella collezione d'arte dell'Azienda di Promozione Turistica (APT) di Brescia, mentre Campo di torba a Iseo di Casorati è conservato ai Musei civici d'arte e storia di Brescia.

## Avvenimenti postumi
Nel 1970 il Comune di Iseo volle proporre una riedizione del premio, intitolata «Premio Iseo 1970 di Pittura Figurativa»: una commissione artistica presieduta da Raffaele De Grada junior esaminò i lavori di alcuni pittori, fra i quali Ebe Poli (a cui fu assegnata una medaglia d'oro), Adriano Spilimbergo e Remo Taccani.
Nel 1998 fu organizzata la mostra Il dopoguerra e la stagione dei premi. Un'indagine in Provincia di Brescia, in cui vennero riproposte quaranta opere partecipanti ai quattro premi bresciani degli anni quaranta e cinquanta. L'esposizione non si tenne però a Brescia, bensì solamente a Iseo, Montichiari e Orzinuovi; fu curata, come il catalogo edito da Electa, da Mauro Corradini.